# Lissodrillia verrillii
Lissodrillia verrillii é uma espécie de gastrópode do gênero Lissodrillia, pertencente a família Drilliidae.